# Буддійський модернізм
Необуддизм — позначення течій, «що включають в себе елементи буддійського віровчення і практик, але не відносяться до релігійних форм, які мають багатовікову історію в традиційно буддійських країнах». Необуддизм є частиною новітніх релігійних рухів.
Поява необуддизму стала можливою завдяки інтенсивній експансії на Захід ряду буддійських шкіл в 1950-60-і роки. Тхеравада, дзен, Вчення Чистої Землі, школа Нітірен і ваджраяна набули поширення в країнах Заходу. Це призвело до появи нових громад, таких як громади Оле Нідала, Сог'ял Рінпоче, Тхіть Нят Ханя, Сун Сана і великої кількості інших західних і східних вчителів. Дані представники необуддизму, незважаючи на своє прагнення належати традиційному буддизму, мають суттєві відмінності від нього. Також до необуддизму відносять японський соціально-релігійний рух Сока Гаккай.

## Україна
В Україні представлені різні школи та напрямки, які можна віднести до необуддизму:
1. Буддизм Діамантового Шляху (Карма Каг'ю):
  - Це одна з найпоширеніших шкіл тибетського буддизму в Україні. Її історія розпочалася у 1991 році з перших візитів Лами Оле Нідала до України.
  - Школа орієнтована на мирян, і її вчення передається у відкритому світському стилі, адаптованому до західної культури. Це часто розглядається як одна з характерних рис необуддизму.
  - Центри Діамантового Шляху функціонують у багатьох містах України (Київ, Харків, Львів, Ужгород, Дніпро, Запоріжжя та інші), мають ретритні центри (наприклад, у Минківці). Вони об'єднані у всеукраїнський релігійний центр "Українська Асоціація Буддистів Школи Карма Каг'ю".
2. Дзен-буддизм:
  - Представлений, зокрема, школою "Дзен Сото Сандо Кайсена", яку в Європі заклав Майстер Мокудо Тайсен Дешімару.
  - Громади цієї спільноти локалізовані в Києві та Харкові, де практикується дзадзен (медитація сидячи), організовуються ретрити та викладається вчення Будди.
  - Дзен акцентує увагу на безпосередньому досвіді та практиці медитації, що також приваблює багатьох шукачів духовності на Заході.
3. Інші напрямки тибетського буддизму:
  - В Україні також функціонують центри інших тибетських шкіл, таких як Ньїнґма (зокрема, буддійський центр "Ріпа" під керівництвом Ґ'єтрула Джіґме Рінпоче) та організації, що популяризують вчення Дзоґчен.
  - Деякі громади належать до школи Гелуг, що є традиційною для Далай-лами.
4. Інші школи:
  - Існують невеликі громади та групи інших буддійських традицій, включаючи школи японського (наприклад, Орден Ніппондзан Мьоходзі) та корейського буддизму (школа Сон).
  - Також можна зустріти адептів Тхеравади (хінаянська традиція), хоча їхня присутність менш помітна.

### Особливості необуддизму в Україні
- Акцент на окремих рисах вчення: Прикметною особливістю течій необуддизму є акцент на одну або кілька рис буддійського вчення (наприклад, медитація, філософія порожнечі, етика) без глибокого занурення у всі аспекти традиційної практики або культурного контексту.
- Еклектизм: Хоча кожна з таких течій може претендувати на ортодоксальне тлумачення вчення Будди, насправді ці релігійні системи часто постають як еклектичне поєднання ідей буддизму з елементами інших філософських систем, а в останній час — і християнства, що відображає пошук універсальних духовних істин.
- Орієнтація на мирян: Багато необуддійських шкіл в Україні орієнтовані на буддистів-мирян, що дозволяє людям інтегрувати буддійські принципи у своє повсякденне життя без необхідності приймати чернечі обітниці.
- Роль війни: Повномасштабне вторгнення Росії в Україну також вплинуло на буддійські громади. Деякі з них були змушені переміститися, а багато буддистів активно підтримують Україну, що свідчить про їхню інтеграцію в українське суспільство.

Загалом, необуддизм в Україні є динамічним явищем, що відображає сучасні глобальні тенденції поширення буддизму на Заході, його адаптацію до місцевих умов та пошук духовності в умовах сучасного світу.